# Валдемар (замък)
Замъкът Валдемар (на датски: Valdemars Slot) е малък дворец, намиращ се на остров Тасинге, близо до Свенборг, Дания.

## История
Замъкът Валдемар е поръчан от Кристиан IV Датски (1588 – 1648) и е строен от 1639 г. до 1644 г. от архитекта Ханс ван Стенвинкел.
Плановете на краля относно новия дворец са в него да се нанесе сина му Валдемар Кристиан Шлезвиг-Холщайнски, син на Кристине Мунк. Крал Кристиан е известен с интереса си към сградите и архитектурата. На остров Тасинге, принадлежащ на свекърва му, Елен Марсвин, кралят решава да построи замък за малкия си син. Въпреки това Валдемар Кристиан никога не се нанася. Той е убит през 1656 г. в битка в Полша.
През 1678 г. военноморският герой Нийлс Юел наименува замъка и земята на остров Тасинге, след победата над Швеция в битката при Кьоге Бай през 1677 г. Имотът е придобит от него, като заплащане за шведските кораби заловени през битката.

## Собственици
- (1298 – 1312) Педер Ниелсен аф Тхорсланд
- (1312 – 1320) Кронен
- (1320 – 1329) Педер Ниелсен Стъгге Гален
- (1329) Педерсдаттер Гален гифт Круммедиге
- (1329 – 1349) Хартвиг Круммедиге
- (1349 – 1387) Хеннеке вон Ахлефелдт / Бенедикт вон Ахлефелдт
- (1387 – 1400) Кралица Маргарета 1
- (1400 – 1536) Оденсе Биспесто
- (1536 – 1573) Короната
- (1573 – 1575) Ерик Оттесен Росенкрантз
- (1575 – 1616) Йацоб Ериксен Росенкрантз
- (1616 – 1622) Пернилле Гълденстиерне гифт Росенкрантз
- (1622 – 1623) Ерик Йацобсен Росенкрантз
- (1623 – 1629) Еллен Марсвин гифт Мунк
- (1629 – 1630) Кирстен Мунк
- (1630 – 1656) Валдемар Чристян, греве тил Слесвиг ог Холстен
- (1656 – 1658) Кирстен Мунк
- (1658 – 1662) Хедевиг Улфелдт
- (1662 – 1663) Цорфитз Улфелдт
- (1663 – 1677) регент Маттхисен
- (1663 – 1677) Кронен
- (1677 – 1697) Ниелс Йуел
- (1697 – 1709) Кнуд Йуел
- (1709 – 1766) Ниелс Кнудсен Йуел
- (1766 – 1767) Царл Йуел|Царл Кнудсен Йуел
- (1767 – 1827) Фредерик Йуел|Фредерик Царлсен Йуел
- (1827 – 1859) Царл Фредериксен ленсбарон Юел-Броцкдорфф
- (1859 – 1876) Фредерик Царл Вилхелм Ниелс Адолпх Краббе Царлсен ленсбарон Юел-Броцкдорфф
- (1876 – 1900) Царл Фредерик Сопхус Вилхелм Фредериксен ленсбарон Юел-Броцкдорфф
- (1900 – 1912) Фредерик Царл Ниелс Ото Аугуст Царлсен ленсбарон Юел-Броцкдорфф
- (1912 – 1971) Царл Фредерик Сопхус Вилхелм Фредериксен ленсбарон Юел-Броцкдорфф
- (1971 – 2003) Ниелс Краббе Царлсен ленсбарон Юел-Броцкдорфф
- (2003 – 2011) Царолине Флеминг|Царолине Елизабетх Ада Ниелсдаттер баронессе Юел-Броцкдорфф гифт Флеминг
- (2011 –) Ниелс Краббе Царлсен ленсбарон Юел-Броцкдорфф

## Днес
Замъкът е собственост на Барон Юел-Броцкфорт. Той е единадесето поколение от семейството на Юел, Ниелс Краббе Царлсен поема родния си дом от баща си през 1971 г. и живее в замъка с жена си и семейството. Замъка Валдемарс е отворен за посещение от 1974 г. Отворен е от май до октомври и на официални празници.
Замъкът разполага с голям параклис, музей за играчки, регионален морски музей и голямата колекция от игрални трофеи на семейство Юел-Броцкфорт. Като замък, разположен близо до море, той е популярен за посещение посредством ферибот по Хелге от Свенборг.

## Галерия
- Вход
- Чаен павилион
- Градината за църквата
- Рисунка от 1872 г.

## Панорами
|  |  |

|  |  |